# John Henry Gurney
Pour les articles homonymes, voir Gurney.
John Henry Gurney est un banquier et un ornithologue amateur britannique, né le 4 juillet 1819 à Norwich et mort le 20 avril 1890 dans cette même ville.
Il vit à Norwich et travaille en relation avec le British Museum. Il s’intéresse principalement à la faune de son pays mais décrit également des collections d’oiseaux venant d’Afrique.
Son fils, John Henry Gurney Jr. (1848-1922), est également un ornithologue.